# Skudsikker vest
En skudsikker vest er en vest der anvendes af blandt andet politi og militær for at beskytte mod skud og granatfragmenter. Der findes forskellige grader af beskyttelse i vestene, og det er langtfra alle våben, vestene kan beskytte imod.

## Generelt
Betegnelsen 'skudsikker vest' er egentlig misvisende, da mange af disse veste giver meget lidt eller ingen beskyttelse over for skud fra rifler, eller endda visse pistol-kalibre.
En skudsikker vest består typisk af et lag af fleksibelt kevlar, aramid eller lignende skudsikkert materiale, der holdes på plads af et overtræk af stof.
Ydermere har nogle veste mulighed for at tilføje hårde panserplader af keramik eller polyethylen, der dækker de mest vitale dele af kroppen, og beskytter imod pistolskud og visse riffelkalibre, alt efter pladens type.
Veste med plader er almindeligt udbredte i de fleste moderne hære, da pladerne er den eneste måde at stoppe riffelskud på. Vestene har dog normalt stadig et lag af kevlar eller aramid til beskyttelse mod pistolskud og granatfragmenter, da fragmenter er den største trussel mod soldater.
En skudsikker vest virker ikke ved at afbøje projektilet, men ved at lagene af materiale opfanger kuglen, absorberer dens energi, og fordeler det over et større område af kroppen. Hvis projektilet stoppes, modtager vestens bærer stadig al dens energi, hvilket også kan føre til skader, eller i bedste fald blå mærker.
De fleste skudsikre veste yder ikke beskyttelse imod knive, pile, eller panserbrydende ammunition, fordi disses spidser kan trænge imellem fibrene. Specielle stiksikre veste skal til for at stoppe knive og lignende.

## Standarder
Den amerikanske standard for skudsikre veste er fastsat af National Institute of Justice, og derfor hedder standarden NIJ. Veste bedømmes efter denne skala:
| Pansrings niveau                           | Beskytter imod |
| ------------------------------------------ | --- |
| Type I (.22 LR, .380 ACP)                  | Denne vest beskytter imod kaliber .22 (LR LRN) ammunition, ved 329 m/s samt .380 ACP (FMJ RN) ammunition, ved 322 m/s                                                                                   |
| Type IIA (9 mm, .40 S&W)                   | Denne vest beskytter imod 9 mm (FMJ RN) ammunition, ved 341 m/s samt kaliber .40 S&W (FMJ) ammunition, ved 322 m/s. Den beskytter også mod ammunition nævnt under Type I.                               |
| Type II (9 mm, .357 Magnum)                | Denne vest beskytter imod 9 mm (FMJ RN) ammunition, ved 367 m/s samt kaliber 357 Magnum (JSP) ammunition, ved 436 m/s. Den beskytter også mod ammunition nævnt under Type I og IIA.                     |
| Type IIIA (Højhastigheds 9 mm, .44 Magnum) | Denne vest beskytter imod 9 mm(FMJ RN) ammunition, ved 436 m/s samt .44 (SJHP) ammunition, ved 436 m/s. Den beskytter også mod det meste pistol ammunition samt typerne nævnt under Type I, IIA, og II. |
| Type III (Rifler)                          | Denne vest beskytter mod 7.62 mm (FMJ) ammunition, ved 847 m/s. Den beskytter også imod ammunitionen nævnt i Type I, IIA, II, og IIIA.                                                                  |
| Type IV (Panserbrydende riffelammunition)  | Denne vest beskytter imod kaliber .30 (AP) panserbrydende ammunition, ved 878 m/s. Den giver også minimum beskyttelse imod et skud fra ammunitionstyperne nævnt under Type I, IIA, II, IIIA, og III.    |

- Wikimedia Commons har flere filer relateret til Skudsikker vest

| Militær | Spire Denne artikel om militær er en spire som bør udbygges. Du er velkommen til at hjælpe Wikipedia ved at udvide den. |

| Beredskabet | Spire Denne artikel om beredskabet er en spire som bør udbygges. Du er velkommen til at hjælpe Wikipedia ved at udvide den. |